# NGC 7635
NGC 7635, v angličtině známá jako Bubble Nebula (mlhovina Bublina) nebo také Caldwell 11 či Sharpless 162, je oblast HII (emisní mlhovina) v souhvězdí Kasiopeji. Při pohledu ze Země se nachází nedaleko otevřené hvězdokupy Messier 52.
Mlhovinu mění do tvaru bubliny hvězdný vítr z mladé horké hmotné centrální hvězdy s označením SAO 20575 (BD+60 2522),
která má magnitudu 8,7,
hmotnost 15 ± 5 {\displaystyle M_{\odot }} (jiné prameny uvádí až 45 {\displaystyle M_{\odot }})
a spektrální třídu O.
Mlhovina je od Země vzdálená přibližně 7 860 ly (starší odhady sahaly až k 11 000 ly). Mlhovina se nachází blízko molekulárního mračna, které brzdí rozpínání bubliny a způsobuje její zvlnění. Přitom je toto molekulární mračno ionizováno centrální hvězdou a díky tomu také září. Kvůli brzdění rozpínání bubliny molekulárním mračnem se centrální hvězda nenachází přímo uprostřed bubliny.

## Amatérské pozorování
V dalekohledu o průměru 8" až 10" (200 až 250 mm) je mlhovina viditelná jako velmi slabá velká obálka kolem centrální hvězdy. Průměr samotné bubliny je 3′. Blízká hvězda magnitudy 7 ruší při pozorování, ale její vliv může být potlačen použitím odvráceného pohledu. Ve větším dalekohledu o průměru 16" až 18" (406 až 460 mm) je vidět nepravidelnost slabé mlhoviny a její protažení v severojižním směru.

## Galerie obrázků

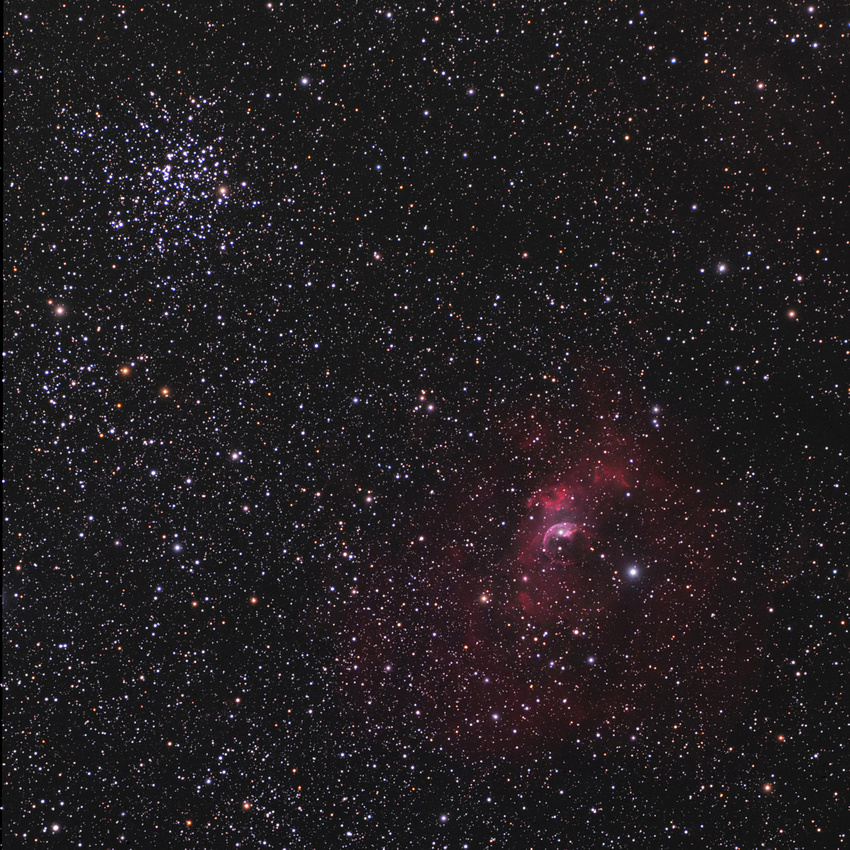
Širokoúhlý snímek NGC 7635 a M52
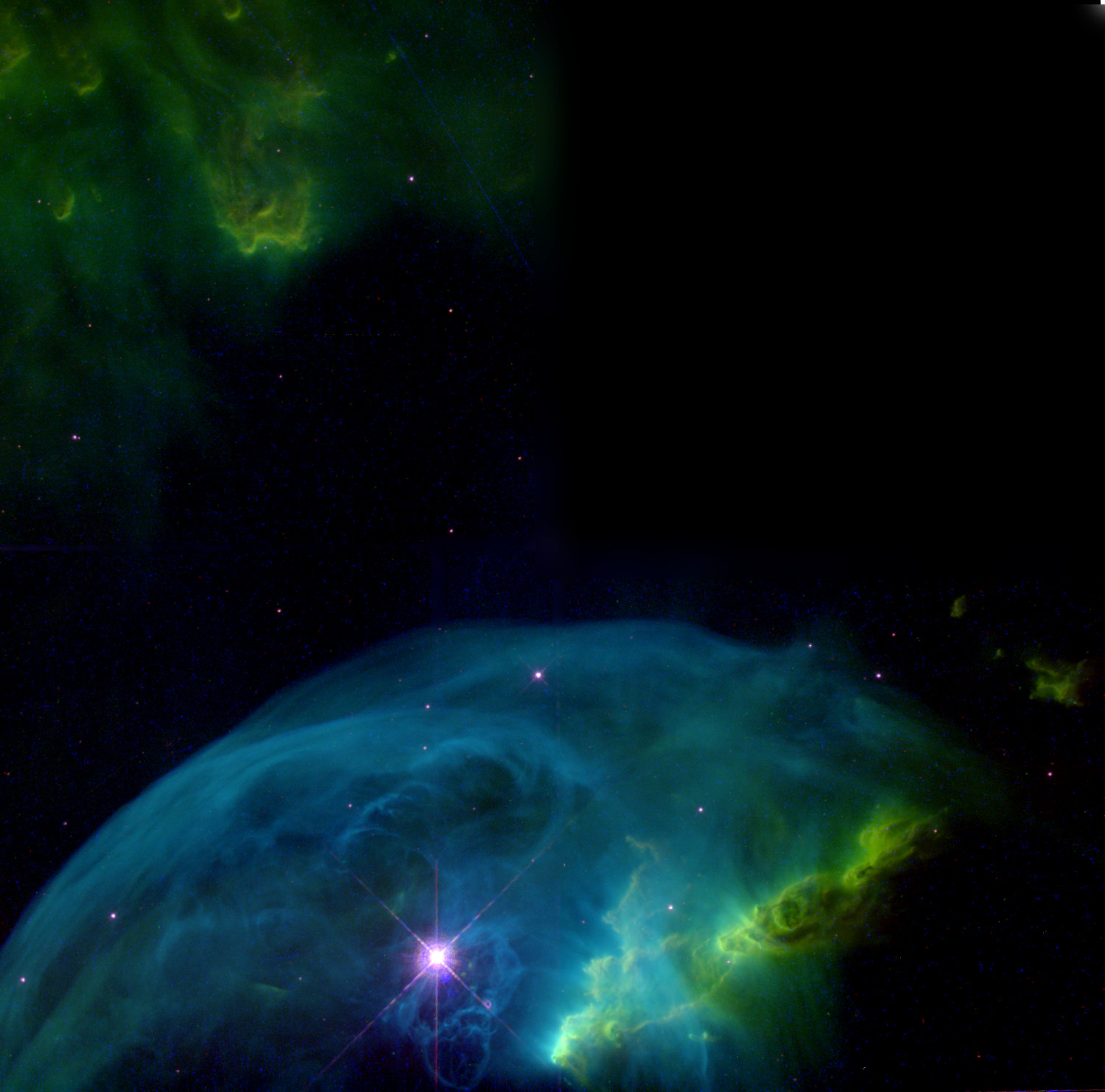
Snímek NGC 7635 z HST (Autor: NASA)
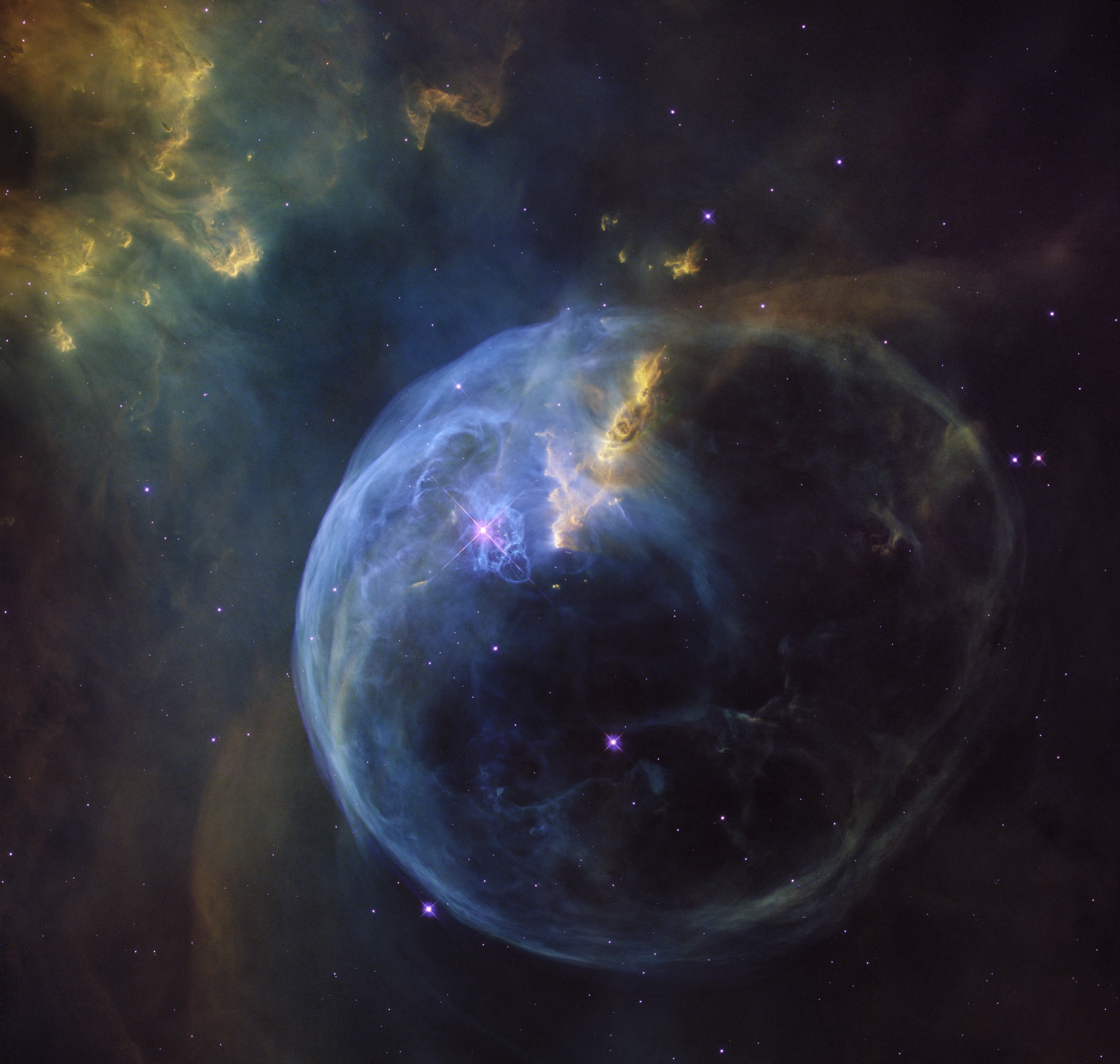
Snímek NGC 7635 z HST (Autor: NASA)
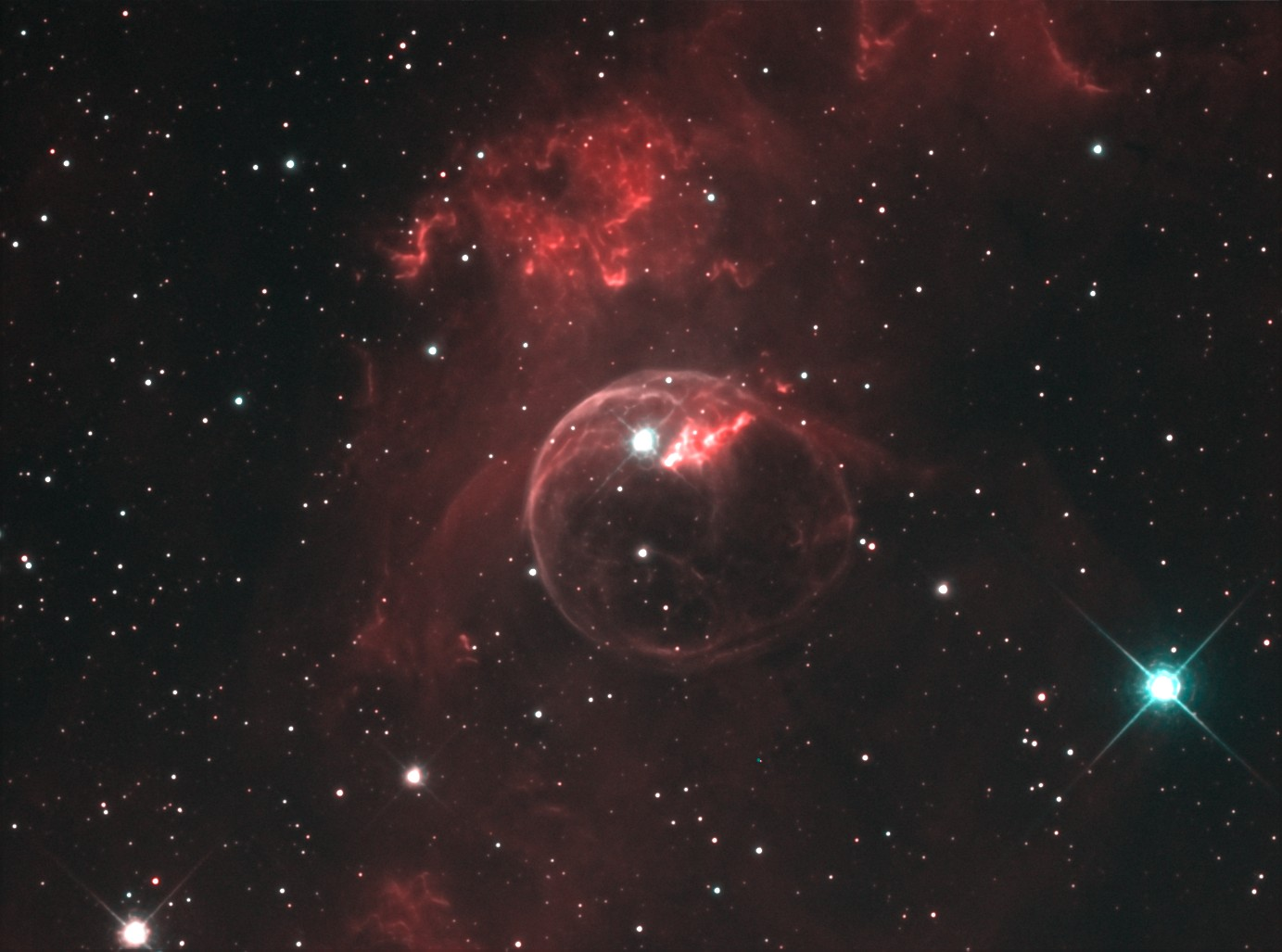
Snímek NGC 7635 (Autor: Robert J. Vanderbei)